# Floridor
Josias de Soulas, känd under namnet Floridor, född omkring 1608 i Brie, död den 14 augusti 1671 i Paris, var en fransk skådespelare.
Soulas var först soldat, inträdde 1637 i Marais trupp och efterträdde 1643 den ryktbare Bellerose som förste skådespelare i Hôtel de Bourgogne. Han skapade huvudrollerna i Jean Racines och bröderna Corneilles dramer – Masinissa, Nero, Titus med flera. För hans skull utfärdade kungen en förordning, att skådespelarskap inte medförde förlust av adelskapet. Soulas lämnade teatern några månader före sin död.